# لا فاکس (ایلینوی)
لا فاکس (به انگلیسی: La Fox) یک منطقهٔ مسکونی در ایالات متحده آمریکا است که در شهرستان کین، ایلینوی واقع شده‌است. لا فاکس ۲۴۵٫۰۶ متر بالاتر از سطح دریا واقع شده‌است.